# Dead Oceans
Dead Oceans är ett amerikanskt skivbolag, grundat 2007. Bolaget är främst inriktat på att ge ut musik av indieakter. På bolaget ligger bl.a. artister såsom The Tallest Man on Earth, John Vanderslice och Phosphorent.